# ビョルン・ヘッケ

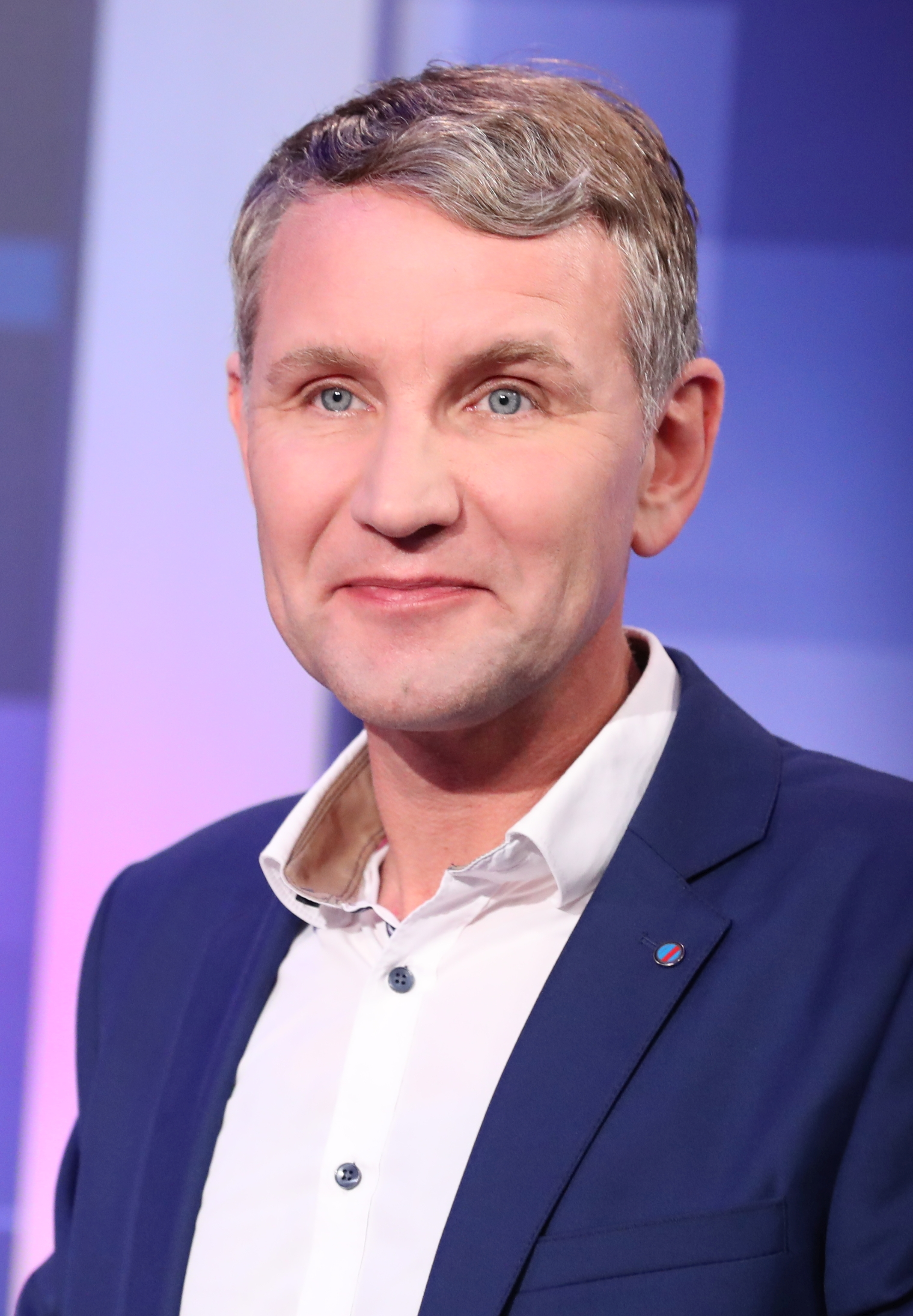
ビョルン・ヘッケ (2019)

ビョルン・ヘッケ(ドイツ語:  Björn Höcke , 1972年 ノルトライン・ヴェストファーレン州 リューネン - ）は、ドイツの極右政治家。所属政党はドイツのための選択肢 (AfD)。同党テューリンゲン州支部の2人いる代表の1人である。2014年 テューリンゲン州議会議員に当選し、州議会党議員団代表も務めている。それ以前、ビョルン・ヘッケはヘッセン州で公立ギムナジウム教師をしていた。2019年テューリンゲン州議会選挙に際して、ヘッケは党州首相候補になり、ドイツのための選択肢 (AfD)はテューリンゲン州議会で第2党になった。
2015年3月、ヘッケは党内右派勢力「フリューゲル」と協働して「エアフルト宣言」を発表した。彼はドイツ新右翼による構想を支持し、2015年秋には、エアフルト・デモ集会を開催したした。2015年7月、ドイツのための選択肢 (AfD)指導部はヘッケの党役職罷免手続きを取り下げ、2018年6月には党からのヘッケ除名処分手続きを中断した。
ドイツの社会科学者たち、歴史学者たち、ドイツ連邦憲法擁護庁 (BfV) はビョルン・ヘッケを極右的人物と見なし、彼の発言にはファシズム、人種主義、歴史修正主義、一部には現代反ユダヤ主義とナチズムの言葉と思想からの引用もあると指摘されている。
2020年以降、連邦憲法擁護庁 (BfV)はヘッケを監視対象人物に指定している。

## 家族、教育、職歴
ヴェストファーレン地方のリューネン生まれ。誕生後、家族はすぐにラインラント・プファルツ州 ノイヴィートに転居し、その後隣接するアンハウゼンに移り住んだ。1997/98年になって、再度、ノルトライン・ヴェストファーレン州リューネンで住民登録した。彼の祖父は故郷の東プロイセンから追放されて西ドイツに逃れてきた過去を持っていた。父は盲学校教師、母は看護師兼介護士であった。アンハウゼンで 基礎学校、ノイヴィートでギムナジウムの教育課程を終えた。1991年にアビトゥーア (ギムナジウム卒業試験)を終えた後、ドイツ連邦軍に入隊し基礎兵役期間を務め上げた。1992年からボン大学で2学期間法学を学んだ。1993年から1998年まで、ヘッセン州にあるギーセン大学とマールブルク大学で、ギムナジウム教職課程のためのスポーツ科学と歴史学を学んだ。2001年、ヘッセン州グロース＝ゲーラウにあるマルティン・ブーバー・シューレで教育実習と第2次国家試験を終え、その後、スポーツと歴史の授業を担当した。2003年から2005年まで、学校経営のための修士課程に登録し、文学修士号(Master of Arts)を得た。2014年9月まで、ベルント・ヘッケはバート・ゾーデン＝アレンドルフにあるレナーヌスシューレで教職にあり、最終的には高等学校上級教諭として勤務していた。ベルント・ヘッケは結婚し4人の子供がおり 、家族と共にテューリンゲン州 アイクスフェルト郡ボルンハーゲンで暮らしている。

## 政治的経歴

### 政治思想の発展
東プロイセン出身の祖父から強い影響を受けた。祖父の故郷であった東プロイセンは北欧スウェーデンのやかまし村のように理想化されて、ヘッケに語られていた。1986年、14歳になったヘッケは当時の西ドイツ首相ヘルムート・コールの政策に賛同し、キリスト教民主同盟 (CDU)青年部ユンゲ・ウニオンに加入した。国民保守主義と反共主義の強い影響を受けていたヘッケの父は、1989年のベルリンの壁崩壊によって、ドイツ民族の終焉が始まったと感じていた。多文化主義に支配された西側が、信頼関係の上に成立していた無垢な東側共同体を破壊したとヘッケの父は理解していた。民族主義的な面から東ドイツを肯定的に評価した父の考え方に、ヘッケは強い感銘を受けた。ヘッケの父はホロコースト否認論者であるティエス・クリストファーセンの発行する反ユダヤ主義新聞『ディ・バウアンシャフト』を予約購読し、反ユダヤ主義的発言をしたことでキリスト教民主同盟 (CDU)から除名されたマルティン・ホーマンにも公然と連帯していた。
2006年、地方紙『ヘッシッシェ・ザクシッシェ・アルゲマイネ』紙 (HNA)の読者投稿欄において、1940年のドイツ空軍のコベントリー空襲と違って、イギリス空軍による1945年のドレスデン空襲は国際法に違反した空前絶後の非戦闘員虐殺行為であったと主張した。当時、すでに論破されていたホロコースト否認論者デイヴィッド・アーヴィングによる見解を、彼はそのまま受け入れていた。その後、ヘッケはギムナジウム教師を続けるために、歴史修正主義的見解を二度と語らないと約束することになった。
2007年から、ディーター・シュタインやハイナー・ホーフゾンマーらドイツ新右翼勢力の論客たちとコンタクトを取るようになった。2008年、右派系新聞『ユンゲ・フライハイト』紙上において、ヘッケはグローバル資本主義に関して議論を開始するようにと提起した。2011年、彼は少数の同じ考えを持つ者たちと「愛国的ドイツ人協会」を設立しようとした。2010年のドレスデン空襲追悼式に際して、ヘッケはネオナチス勢力と共にデモ行進し、右手を挙げて「我々は行進しよう」という声を上げた。ヘッケのこの行動はバルバラ・ルービックによるドキュメンタリー映画で明らかになった。
周囲からは信頼された教師であった。かつての同僚の目には、ヘッケはフランスの社会心理学者 ギュスターヴ・ル・ボンによる群衆心理学に魅了され、称賛していたように見えた。ヘッケはしばしばカリスマについて語り、祖父の体験を通した形で、アドルフ・ヒトラーのことを語っていた。ヘッケにとって、碧眼が指導者原理の中心的要素であった。ドイツの歴史において、ナチス・ドイツ (国民社会主義)の時代が他のテーマよりも身近な存在であり、彼は頻繁に論じている。
さらに、彼は理神論の信奉者とされている。自然精神を信じるヘッケは、北欧神話に心酔し、北欧神話に登場する神トールが持つと言われているトールハンマーを象ったネックレスを常に着けている。このネックレスは1900年頃からフェルキッシュ運動の支持者たちが身に着ける記章の1つだった。ドイツのための選択肢 (AfD)入党以前、ヘッケの思想はよく知られていたため、ドイツのための選択肢 (AfD)の家庭問題担当に就任していたと間違えられる程であった。

### 偽名 (ペンネーム)ランドルフ・レイディングの使用
2008年前後から、ドイツ国家民主党 (NPD)のトルステン・ハイゼと接触し親密になった。トルステン・ハイゼの住居はヘッケの住むテューリンゲン州ボルンハーゲンから６㎞しか離れていなかった。ハイゼは2008年から極右雑誌を編集発行していたが、2011年とその翌年に、ヘッケはその雑誌に偽名 (ペンネーム)のランドルフ・レイディングを使って論文を掲載した。2015年3月、社会学者アンドレアス・ケンパーは偽名ランドルフ・レイディングを使った論文がヘッケのものであると同定した。2013年以降に発表されたヘッケ名義の文章と、それ以前に偽名を用いた論文にある表現と語彙が同じであることを裏づけたからである。組織化されたマーケット、エコロジーとエコノミーにおける和解行為、未来を見つめて証言する力、価値構造、慣習構造、規格構造という語が同じように頻出している。結局のところ、ランドルフ・レイディングという偽名を使って、ヘッケはボルンハーゲンにある自宅で書き続けていただけである。ナチス・ドイツの時代を賛美し、ドイツは2度の世界大戦に敗北することで外国勢力に蹂躙された上に、ドイツ人の勤勉さや優れたモラルが妬まれたというドイツ国家民主党 (NPD)のイデー (思想)を、ヘッケはハイネスの発行する出版物で称賛していた。そこでは、危機によって高まる緊張によって到来する革命、もしくは構造改革を語っていた。組織化された市場経済と人種的原理を再度導入することで、構造変革を志向する反対派は、革命の頂点に立つとされている。2008年の段階で、ヘッケが右派新聞『ユンゲ・フライハイト』にも論文を投稿していたことを、社会学者アンドレアス・ケンパーは明らかにした。これは今まで知られていなかった事実であった。
2010年に出版された英国のジャーナリストであるピーター・ワトソンの『The German Genius』(ドイツの天才)を最高傑作として、ヘッケは推奨した。
2015年4月、ドイツのための選択肢 (AfD) 指導部はヘッケに最後通牒として偽名執筆をしないことや共著者にならないと、法廷宣誓の代わりになる証言をするように求めた。これに対して、ヘッケはドイツ国家民主党 (NPD)の出版物に論文を執筆したことはないと語り、新たな証言をすることを拒否した。さらに、偽名であるランドルフ・レイディングを使った人物をヘッケと同定する者たちに法的措置を取ることを表明した。ドイツ国家民主党のトルステン・ハイゼも、偽名執筆者をヘッケと見なすことは出来ないと語ったが、ヘッケとしばしば接触したことは認めた 。2018年、2人のボルンハーゲン住民がハイゼのヘッケ宅訪問を見たことと、ヘッケ転居に際してハイゼが手伝っていたことを証言した。
2017年4月、フラウケ・ペトリーをトップとするドイツのための選択肢 (AfD) 連邦指導部は、社会学者アンドレアス・ケンパーによる偽名使用疑惑を受けて、ヘッケを党から除名しようとした。論文での単語の使い方を考慮すると、偽名ランドルフ・レイディングはヘッケと同一人物でないと見なすことはもはや出来ないとしたからである。2017年6月、フランクフルター・アルゲマイネ紙の編集委員ユストゥス・ベンダーによると、偽名ランドルフ・レイディングを使って他の人物と共に論文を執筆している情報が、ドイツのための選択肢 (AfD)査問委員会に届けられたと報じられた。しかしながら、この情報はあまり注目されなかった。2日後、ハイゼ・ベンダーはこれを否定し、極右出版人リゴルフ・ヘニッヒこそがランドルフ・レイディングの偽名で活動していると語った。
2019年1月15日、ドイツのための選択肢 (AfD)の所見では、連邦憲法擁護庁 (BfV)は社会学者アンドレアス・ケンパーの見解に基づいて、偽名ランドルフ・レイディングとヘッケが同一人物であるのは疑いの余地がないと判断していた。ヘッケがよく使う、迫り来る「民族の死」などはドイツ国家民主党 (NPD)がよく使う語を連想してしまう。単語の共通性から、偽名を使って極右系雑誌に論文を掲載したと、連邦憲法擁護庁 (BfV)は見なした。これによって、ドイツのための選択肢 (AfD)の党内派閥「フリューゲル」を極右と分類認定することになった。
その後、ドイツのための選択肢 (AfD)の数人の議員たちとヘッケの敵対者たちは再度、偽名使用は無かったことを証言するように求めた。ヘッケは常にこれを拒んだため、連邦憲法擁護庁 (BfV)による監視対象になった。偽名利用の公的認定に対して、ヘッケは法的な告発行為を使わなかった。その代わりに、彼は2019年8月にインタビューを受けて、偽名ランドルフ・レイディングの出所はイエナにある反ファシズム共同体にあると語った。2019年10月、この団体はヘッケに対して、このような不確かな主張を止めるように告訴した。政治学者であると同時に極右研究者であるハヨ・フンケは、偽名使用を否定する証拠は僅かに過ぎず、ドイツのための選択肢 (AfD)はヘッケをまったくの国民社会主義者、ドイツ国家民主党 (NPD)と密接な関係を有する者として除名する必要があるとした。

### ドイツのための選択肢 (AfD)における昇進と影響力拡大
2013年4月、志を共にする者たちとドイツのための選択肢 (AfD)テューリンゲン州支部を設立し、2013年8月には党テューリンゲン州支部代表になると同時に2013年ドイツ連邦議会選挙におけるテューリンゲン州での党比例代表リストの第2番目候補になった。2013年11月、テューリンゲン州アイクスフェルト郡ヴォルビスにおいて、ヘッケが中心になって党郡委員会を設立し、ノルトハウンゼン＝アイヒスフェルト＝ミュールハウゼン党郡委員会代表に就任した。2014年8月、ベルント・ヘッケはシュテファン・メーラーと並んでドイツのための選択肢 (AfD)テューリンゲン州支部代表に選出された。
2014年テューリンゲン州議会選挙に際して、ヘッケはドイツのための選択肢 (AfD)のテューリンゲン州首相候補として、党の比例代表リストに記載される形で出馬した。ヘッケは居住しているボルンハーゲン選挙区で38％を獲得した。2014年9月22日、テューリンゲン州議会ドイツのための選択肢 (AfD)議員団代表に就任した。ヘッケはテューリンゲン政治教育センターの理事会のメンバーであり、テューリンゲン州メディアセンターにも加わっている。
2015年3月、ザクセ＝アンハルト州党支部代表のアンドレ・トッゲンブルグと共に、ヘッケは「エアフルト・レボリューション」なる宣言を起草した。それによって、彼の属する党内右派集団フリューゲルはドイツのための選択肢(AfD)であった当時の党首ベルハルト・ルッケを解任し、党を右傾化させた。 その宣言で、ヘッケは反体制運動を永続的におこなうという政党像を、ドイツのための選択肢 (AfD)のあり方として語った。右翼問題専門家マティアス・クエントによると、危機的状況に直面した場合、伝統的価値観と社会習慣を保守する偽りの保守主義を、ヘッケは使い捨てることも厭わないと見なしている。
2015年4月以降、国家社会主義地下組織 (NSU)調査委員会にテューリンゲン州副代表として加わっている。しかし、ヘッケはトルステン・ハイゼのようなドイツ国家民主党 (NPD)活動家との接触や極右系新聞からインタビューを受けていたので、国家社会主義地下組織(NSU)調査委員会のメンバーであるカタリーナ・ケーニヒ＝プロイス議員 (左翼党)は懸念を表明した。調査委員会内部の重要な情報がネオナチス側にヘッケによって漏れてしまい、忌憚のない議論が出来なくなってしまうことを恐れたからである。同年5月はじめ、ドイツ国家民主党 (NPD)党員たちの大半を極右過激派とは見なすこと出来ないと、ヘッケは表明した。この発言を受けて、当時の党首ベルント・ルッケはヘッケの党からの除名を求めた。2015年5月中旬、ドイツのための選択肢 (AfD)指導部はヘッケの党役職停止と今後2年間はその処分を継続することを決定した。その決定に際して、フラウケ・ペトリーとアレクサンダー・ガウラントは反対票を投じた。2015年9月にフラウケ・ペトリーとイェルク・モイテンを党代表にした新指導部が発足し、ヘッケの党役職停止処分が取り消された。2015年10月、ヘッケがテレビ出演し、議論になった。しかし、党代表のペトリ―とモイテンはこの問題から距離を置いた。モイテンはヘッケの発言を政治上の愚行と言える内容を含むものとした。ここでのヘッケ発言は間違っていたが、叱責するに値するものではないと語った。。2017年1月のドレスデンでのヘッケ発言をモイテンは非難したが、党からの除名処分を下すことはなかった 。
これに対して、フラウケ・ペトリーはヘッケの党除名処分を提案し、ドイツのための選択肢 (AfD)全党員にインターネット・メールでヘッケを党から除名する必要性を訴えた。後になって、ベルント・ヘッケはこの問題で党内権力闘争の犠牲者なってしまったが、ドイツのための選択肢 (AfD)党内における意見の多様さを世間に示すことになったと語った。
2016年、政治集会において、警官たちに向けてドイツ連邦政府に抗うことを呼びかけた。難民に関する不公正な政策を拒否しないと、政権交代後において警官たちは法廷に召喚されることになると彼は警告した。
2017年1月、2017年ドイツ連邦議会選挙に際してヘッケは立候補せずに、2019年のテューリンゲン州議会選挙にドイツのための選択肢 (AfD)の州首相候補として出馬することを明らかにした。2017年2月中旬、ドイツのための選択肢 (AfD) 指導部はヘッケに対する再度の党除名処分を下した。党幹部のアレクサンダー・ガウラントのヘッケの連邦議会議員選挙出馬を支持した。2017年ドイツ連邦議会選挙後の9月25日、 フラウケ・ペトリーはドイツのための選択肢 (AfD) から離党した。新たな党首を選び直すという状況において、ヘッケはドイツのための選択肢 (AfD)指導部に入ることを思案した。そのために、インタビューを受けた際、ヘッケは郷土との結びつきを重視する穏健な政治家としてのイメージを演じた。失言して地位を失った多くの政治家の失敗から学んで、従来の政治的主張を引っ込めたのである。ドイツ東部住民の生活を脅かしている職場閉鎖に憤り、ドイツのための選択肢 (AfD)に社会的愛国路線、社会的正義実現を優先することを求めた。毎年開催されるキフホイザー集会はドイツのための選択肢 (AfD)内において、右派フリューゲルの影響力を一層強める働きを担った。2017年のキフホイザー集会にはドイツのための選択肢 (AfD)の幾人もの州支部代表、党指導部からガウラント、モイテンも参加した。そこで、ヘッケは同志たちを前にして、永遠に活動し続ける党であることを強調した。同年12月に開催されたドイツのための選択肢 (AfD)全国党大会において、ドイツ連邦議会党議員団代表であるアリス・ワイデルを、ヘッケは激しく攻撃した。けれども、彼は党指導部のメンバーには選ばれなかったが、党内右派のアンドレアス・カルヴィツが党指導部入りした。右派はこの党大会で過半数に迫る代議員を擁して、ガウラントとモイテンを党代表に押し上げた。その際、フラウケ・ペトリーはガウラントをヘッケの新たなマリオネット・操り人形と呼んだ。党内右派は党指導部で多数派を得られなかったが、ヘッケの党除名処分は党大会の議題には上げられなかった。2018年5月、ドイツのための選択肢 (AfD)テューリンゲン州支部に置かれた査問委員会は、ヘッケは党規約を違反しておらず、党綱領を逸脱した発言もしていないとして、ヘッケ除名処分提案を却下した。2018年6月、ドイツのための選択肢 (AfD)全国指導部は全員一致して、党テューリンゲン州支部による決定に抗告することを断念した。つまり、党指導部においても、ヘッケに対する党除名処分は撤回された。
2018年6月、ザクセン＝アンハルト州にあるブルクシャイドゥンゲン城でおこなわれたキフホイザー集会に際して、ドイツエスタブリッシュメントに向けて最大限の徴発になる開催地を選んだと明らかにした。党共同代表モイテンとガウラントを含む約1千人の聴衆に向けて、ヘッケは移民によって破壊され続けているドイツ文化を守ることを呼びかけた。西欧において退廃的風潮がすっかり定着してしまい、ドイツ人はその内省的資質によって、罪を誇るノイローゼになっていると見なした。ドイツのための選択肢 (AfD)は自然な非イスラム化政策を含む移民対策指針を明らかにすることで、社会問題に関する真っ当な提起をすることで、左翼側から大衆の支持を奪い返すのである。そして、「古く腐った帝政は崩壊した。新しきドイツの共和国、万歳!」というドイツ革命におけるフィリップ・シャイデマン首相の共和国樹立の宣言を引用して演説を終えた。同年10月に開催されたドイツのための選択肢 (AfD)テューリンゲン州支部大会において、党内派閥アルタナティーフ・ミッテ(AM)に離党するように求めた。彼らは党内に広がっていたヘッケに向けた個人崇拝を批判していた。この州党大会において、ヘッケは2019年テューリンゲン州議会選挙における党州首相候補に選ばれた。州党大会において、党内派閥アルタナティーフ・ミッテ(AM)はヘッケをドイツ国家とドイツのための選択肢 (AfD)に関して誇大妄想を抱いている政治家と見なしていた。
ドイツのための選択肢 (AfD)の党員グループが2015年にアドルフ・ヒトラー関連施設を訪問し、その時撮影された写真が2018年10月になって明るみに出た。ドイツのための選択肢 (AfD) テューリンゲン州支部査問委員会の1人のメンバーが、オーストリア ブラウナウ・アム・インにあるヒトラー生家を訪問し、その前でロウソクを灯した。アドルフ・ヒトラーの写真を手に持ち、ハーケンクロイツ旗と親衛隊徽章が置かれた机の前でポーズを取ったのである。この写真が明るみに出た後で、数人の党幹部はヘッケに対する新たな党除名処分を求めた。ドイツのための選択肢 (AfD)テューリンゲン州支部は党規約解釈の恣意的濫用であるとしてヘッケに対する除名処分要求を拒んだ。査問委員会メンバーのこの軽率行為によって、ヘッケは巻き添えを受けたに過ぎないとされた。党規約上はヘッケに対する新たな除名処分は不可能で、政治的な意味でも根拠が不足していた。なお、ヘッケは数週間前にこの写真の存在を知り、ヒトラー生家を訪問した査問委員会メンバーに党からの即時除名処分を下した。同年11月初旬、ドイツのための選択肢 (AfD)に対する連邦憲法擁護庁の監視を、ヘッケ政治的夜尿症と呼んだ。党幹部でヘッケの理解者でもあったアレクサンダー・ガウラントは、ヘッケのこの発言を間違いで不適切であると見なした。同年11月下旬、党指導部は極右と接触したために、連邦憲法擁護庁の監視を受けることになった党青年部の解散を検討し始めた。それに対して、党指導部の一部幹部が受け入れ難い判断を下そうとしているとして、ヘッケは党青年部を擁護した。なぜなら、党青年部の闘士たちは栄達の可能性を捨てる覚悟で活動しているのであり、暴走に見える行為であっても、若気の至りとして見なすべきであり、その真摯な意志を理解すべきとしてヘッケは党青年部を庇った。
2019年5月のテューリンゲン州地方自治体選挙において、ヘッケはアイクスフェルト郡選挙区でドイツのための選択肢 (AfD)から立候補し当選した。この選挙でドイツのための選択肢 (AfD)は6人が当選したのに対して、キリスト教民主同盟 (CDU)はそれまで維持していた郡議会での過半数を失った。2019年6月末、キリスト教民主同盟 (CDU)に属する郡議会議長ヴェルナー・ヘニッヒが消防自動車更新に関する非公開協議の場からヘッケの支持者議員2人に退席を要求した。ヘッケは党議員団の一員として、郡議会で生じたこの問題に対応した。ヘッケは郡議会議長ヘニッヒ (CDU)によるヘッケ支持者を排除する議事運営に抗議し、ドイツのための選択肢 (AfD)議員団を郡議会議事堂から引き揚げさせた。ヘッケは郡議会における不条理な議事運営を指摘し、法に基づく監査を求めた。ドイツ社会民主党 (SPD)テューリンゲン州代表のヴォルフガング・ティーフェンゼーは、警備上の問題があったため、ヘッケの指摘は的外れであるとした。テューリンゲン州内相ゲオルグ・マイアー (SPD)も同様な発言をした。
2019年のキフホイザー集会において、勇ましい音楽と支持者が振り回す旗に囲まれながら、ヘッケは会場に入場し、忠誠心に篤い党員たちに党内右派フリューゲルのシルバーメダルを授与した。支持者のある者はヘッケに向けて、「あなたこそが我々の指導者であり、我々はあなたに従う用意が出来ている」と語った。その場で、ヘッケは更なる熱意を持って党指導部選挙に取り組むことを予告した。その集会後、100人以上の党員たちがドイツのための選択肢 (AfD)を正常化し強化するためのアピールを発表した。そこでは、党員同士の連帯と連携がヘッケによって破壊され、ヘッケへの個人崇拝が党内で生じていることも批判された。しかしながら、党内の批判者たちはヘッケの政治的主張については批判しなかった。ディ・ヴェルト紙の編集委員マティアス・カマンによると、党内批判者たちにおいて、ヘッケの振舞いが問題になっているだけで、政策に関しては党内右派フリューゲルとは齟齬はなかったのである。実際のところ、批判者のアピール文の内容はヘッケの日頃の主張に類似していた。「我々は市民的で、自由を愛し、国を愛するドイツのための選択肢 (AfD)を代表しているのであり、わが祖国の維持する最後の機会が来ている」と批判者たちはアピールで語っていた。この言い方は「わが祖国のための最後の革命的機会」というフレーズをよく使うヘッケと類似していた。ヘッケの党内敵対者たちにおいても、イデオロギー的立場に関してはヘッケと部分的には共有しており、批判しているのはヘッケへの個人崇拝に限られていると、政治学者シュテファン・カイリッツも見なしている。党内において、右派と穏健派の間にある違いが問題になっているのではなく、極右主義における微妙な差異が党内論争の的になっているのに過ぎないのと論文で指摘している。同年のキフホイザー集会の後で、ドイツのための選択肢 (AfD)の数人の州代表と副代表は2019年11月の党大会で党指導部選挙に立候補するようにヘッケに求めた。ヘッケのように能力と志のある者は、地方に留まるのではなく、党中央の指導部に入るべきであると主張した。
同年夏、ブランデンブルク州 コトブスでの選挙演説において、ヘッケは「メッテルニヒ侯爵」という銘柄の発泡ワインを献呈する言葉を書き込んでいた。選挙演説会に集まった聴衆を前にして、会場にいたブランデンブルク州内相と連邦憲法擁護庁の関係者に発泡ワイン「メッテルニヒ侯爵」を献呈した。発泡ワインの銘柄選択理由として、19世紀ウィーン体制下において集会、思想の自由と民主主義のために尽力したドイツの自由主義者たちが、 クレメンス・フォン・メッテルニヒ侯爵の主導するカールスバート決議によって、扇動者と決めつけられて弾圧されたことを語った。さらに、現代ドイツにおいても、法治国家、民主主義、思想の自由、集会の自由を支持する者が、再び扇動者と呼ばれて抑圧されていると見なした。同年テューリンゲン州議会選挙において、ヘッケはドイツのための選択肢 (AfD)の州首相候補として出馬した。その選挙において、ドイツのための選択肢 (AfD)は23,4％ (前回比12,8％増)の比例区票を得た。「ヘッケはドイツのための選択肢 (AfD)を右に追いやるのではなく、党の真ん中にいる」と党幹部アレクサンダー・ガウラントは語った。ザクセン州でイェルク・ウルバン、ブランデンブルク州でアンドレアス・カルヴィツ率いられたドイツのための選択肢 (AfD)党内右派フリューゲルは、その時の州議会選挙に勝利した。その結果、党内右派の勢力はドイツのための選択肢 (AfD)党内でより大きな影響力を持った。2019年テューリンゲン州議会選挙において、ヘッケはアイクスフェルトI選挙区では21,4％で、49％を得たキリスト教民主同盟 (CDU)のタデーウス・ケーニッヒの後塵を拝した。けれども、左翼党 (Die Linke)の候補者は12,5％、ドイツ社会民主党(SPD)の候補者は5,4％であったので、ヘッケはキリスト教民主同盟 (CDU)に次ぐ票を得ていた。
2020年テューリンゲン州政府危機が収拾し、再任を果たした左翼党 (Die Linke) ボド・ラメロウ州首相はヘッケとの握手を拒否した。
2019年のドイツのための選択肢 (AfD)全国大会に際して、ヘッケに敵対していたラインラント＝プファルツ州党代表ウーヴェ・ユンゲが党指導部選挙で敗退した時、野次やブーイングをしたヘッケ支持者たちの振舞いが批判された。
2020年夏、連邦憲法擁護庁に監視されている新右翼系週刊誌『コンパクト』を支援するために、ヘッケはFacebookにある自分の口座に寄付送金するように呼びかけ、ザクセン州で設立された新右翼NGO「ワンパーセント」に協賛することも求めた。さらに、オーストリア・アイデンティティ運動 (欧州各地に拡散している新右翼運動の一つ)の指導者でもあるマルティン・ゼルナーへの支援も募った。その際、ヘッケは論文の削除を回避するために、マルティン・Ｓという名前でマルティン・ゼルナーを紹介していた。同年、ヘッケは自身のFacebookアカウントにおいて、新右翼系環境保護雑誌『ケーレ』の読者であることを表明した。郷土を憎悪する緑の党が環境保護に関する議論を独占してしまったことが、ドイツ現代史における悲劇の1つであったとヘッケは記している。この雑誌で、真の郷土愛に満ちているドイツのための選択肢 (AfD)が環境保護問題を奪還すべきであると論じている。
2021年5月、ヘッケは同年9月26日におこなわれる2021年ドイツ連邦議会選挙には立候補しないことを再度表明した
。

## 政治的立場

### 家族、ジェンダー、家族政策
2014年テューリンゲン州議会選挙において、ヘッケは「子供たちは家族の中で教育されなければならない」と語って、古典的家族を理想像であると見なした。ジェンダー平等を目指す政策に多額な予算が充てられ、本来の性別秩序が今にも廃止されようとしている中で。ドイツのための選択肢 (AfD)が子沢山家族 (3人以上の子供がいる家庭)を理想像として、その実現を求めている。これはヘッケの発案である。さらに、彼は育児手当の増額も求めている。視覚障害児と健常児を一緒にしたインクルーシブ教育は機能していないとヘッケは主張している。性別の不自然な同一視と学校における早期性教育は、人間に本来備わっている男性、女性という相違を破壊する目的でおこなわれていると見なしている。早期の性教育をするのではなく、教育の場において、適切なエリート選抜をおこなうこともヘッケは要求している 。
男と女に分かれているからこそ、人間性が陶冶されるのであり、とりわけ、男性において防衛能力、賢明さ、指導力、女性においては直観力、優しさ、献身さが備わっているとしている。ケンパーによると、ヘッケと党内右派はフェルキッシュ (民族主義的)な、マスキュリズム的家族政策を支持しているとされている。
2016年10月、ヘッケは自身のFacebookに論文を掲載した。テューリンゲン州政府が男性同性愛者向けの研修としてアナルセックス・ワークショップなる企画を支援し、他の校外学習に関する予算をカットしていることを指摘した。さらに、著名な性科学者の名を掲げたマグヌス・ヒルシェフェルト財団の年次集会に州政府が後援金を支出する一方で、他の教育関係集会への支援を断っている現状を明らかにした。外部団体によるワークショップは生徒向けに開催するのではなく、成人の性自認表明のために利用されるべきものであると見なした。テューリンゲン州教育省は校外学習に参加する生徒が減少しているとして、予算を削減していたのであった。マグヌス・ヒルシェフェルト財団と州政府はヘッケの批判をホモフォビアによる挑発的発言として撥ねつけた。政権獲得前の1920年代において、国民社会主義ドイツ労働者党 ( NSDAP )は性科学者マグヌス・ヒルシェフェルトを誹謗中傷し、亡命に追いやったことも指摘した。ヘッケによる中傷行為はこの伝統を継続しているだけであるとされた。
2017年11月8日、連邦憲法裁判所が「男性」「女性」以外に「第3の性」を認めるようにドイツ連邦政府に判決を言い渡した。その後、ヘッケは間性 (半陰陽)を統合失調症と比較して論じた。ゲイとレズビアンを婚姻法上で異性婚の場合と同様に扱うようになると、伝統的家族 (父、母、その子たち)形成を妨げ、家族政策に同性結婚、ゲイカップルにおける養子縁組を含めることになると見なした。2018年5月、テューリンゲン州議会において、ヘッケは同性愛がドイツの学校において寛大に扱われているだけでなく、高貴で価値あるものとして推奨されているという現状認識を示した。同性愛者を寛大に扱わなければならないが、法規範の根本事項に組み入れるべきではないとも彼は語った。

### 国民社会主義とその言語
2015年秋のエアフルト宣言に際して、ヘッケは当時のドイツ社会民主党党首ジグマール・ガブリエルを裏切り者、根無し草と呼んだ。ヘッケはドイツには数千年に及ぶ過去の歴史があるだけでなく、数千年に及ぶ未来が待ち受けていることを指摘した。1871年から1914年までのドイツ帝国時代をドイツ民族において最も幸福な時代だったと見なした。このような発言はドイツ帝国を称揚しながら、国民社会主義に関する言葉を用いて歴史回顧することで、タブーを破壊することを意図していた。歴史学者マイク・タンドラーによると、問題視され使われなくなった単語を、再び語られるようにするためのレトリカルな手法であると見なした。露骨な言葉を避けながら、自分は言葉を選んで発言をしているので、国民社会主義に関連する言葉を使っているという批判は、単なる憶測に過ぎないとヘッケは反発した。事実、千年王国や民族の裏切り者というヒトラーの使ったよく知られたナチスの言語とは異なっても、それを思い浮かべることになるように、ヘッケは意図的に発言していたのである。
2015年10月14日、ザクセン＝アンハルト州にあるマグデブルク大聖堂を前にして、「オットー大帝に拝謁するためにここに来たのだ」とヘッケは叫んだ。神聖ローマ帝国初代皇帝であったオットー大帝はこのマグデブルク大聖堂に葬られている。ヘッケの発言は、955年のレヒフェルトの戦いでオットー大帝指揮下の東フランク軍が騎馬民族ウゴル系マジャル人（ハンガリー人）を撃退したことを思い出させるためのメッセージだった。オットー大帝は全ドイツ民族を率いて、異民族の侵入からドイツを守り、西欧を救ったのであった。さらに、この場において、この防衛戦争と難民収容のために学校を短期間明け渡した措置をヘッケは比較したのである。歴史学者マイク・タンドラーによると、ヘッケの発言は歴史的コンテクストに上手く合致するようになっていたのである。ヘッケの不遜な議論は戦争とテロリズムを前にして恐れおののく人間に向けて、欧州の危機的状況と類推しながら、力による防衛を正当化し、権威主義的指導体制への羨望を語っている。オットー大帝の歴史的功績を称賛することで、国民社会主義体制とその暴力支配の後に生じたドイツ人追放という事実を示すことでドイツを免罪しようとする右翼の論理から決別することをヘッケは意図している。
2015年10月17日、ドイツ西部ノルトライン＝ヴェストファーレン州の大都市ケルンの市長選挙に際して、有力候補のヘンリエッテ・レーカーが1人の男によって刺されて重傷をおった。その後、ヘンリエッテ・レーカーはケルン市長に当選している。襲撃事件翌日の2015年10月18日、ヘッケは憎悪、脅迫をテーマにしたテレビ討論番組に呼ばれ出演した。その番組でヘッケはドイツの国旗を持ちながら登場し、ドイツの既成政党は滅茶苦茶であり、ドイツのための選択肢 (AfD)は民の声を聴かなければならないと語った。その後、ヘッケを有名にした演説がテューリンゲン州エアハルトでおこなわれた。ヘッケは以下のように語った。

このヘッケ発言に明確なエスノセントリズムなレトリックがあると社会学者フェリックス・クナッパーツブッシュは見ている。押し寄せてくる他国民という表現には、とりわけ、国家のアイデンティティと安全が脅かされているという意味が現れており、ブロンド女性たちという表現を用いることで聴く者には性的暴力が見えてくる。3千年のヨーロッパ、1千年のドイツという言いことで、守るべき郷土は根源的な存在になっている。ヘッケはドイツ人を血統共同体と表現しており、その共同体を異民族から守るために、正当防衛という手段を当然のこととしている。この社会を厳格な形で区分し、しかるべき抵抗運動を促している。それゆえ、このような論理は差別的直接行動を呼び込み、強めていくことになってしまう。討論番組において厳しい批判に直面しながらも、民族概念を中心に置く論理を民衆に立脚させることで、ヘッケは上首尾な結果を得たのである。平等な権利を有する民衆という姿が強調されながら、民族概念が強調されていた。番組冒頭でおこなったドイツ国旗への忠誠がそこで利用されたのである。
テレビ討論において、千年王国としてのドイツを守ることをヘッケは強調した。ドイツは移民を受け入れることで、社会的爆弾を抱えてしまった。ブロンドのドイツ女性にとって、レイプされる危険性が増大しているというヘッケの発言は検証される価値もないものとされ、ジャーナリストのアンニャ・レシュケだけがこの見解に異議を唱えた。ヘッケのドイツ国旗を持った登場は肯定的雰囲気を醸し出すことになり、ヘッケのデマゴギーを成功させてしまった。黒－赤－金のドイツ国旗が共和制に起源を持ち、ワイマール共和国における社会民主主義勢力によって使われていたことを、この討論のゲストであったハイコ・マース連邦法相は指摘しなかった
ジャーナリストでテレビ番組司会者でもあるゲオルク・レストレは、ヘッケの言い回しにゲッペルスのトレモロ話法と類似していることを指摘した。ARDの雑誌『モニター』は映像において、ヘッケの発言とベルリン・スポーツ宮殿でのゲッペルスの総力戦演説の一部分を並べて類似点を示した。他の論者たちも発言に関する比較をおこなった。2017年1月のドレスデンでのヘッケ演説の後で、メディアによって、ゲッペルスとの比較がおこなわれた。ドイツのための選択肢から離党したフランチスカ・シュライバーによる2次資料によると、クビチェックと共にヘッケはゲッペルス演説を分析した上に、それを改変した形で取り入れようとしていた。ヘッケとドイツのための選択肢 (AfD)内の極右グループは国民社会主義文献や演説、資料から、1930年代に政治的勝利を導いた文章表現を探していたのである。
2018年に開催されたキフホイザー集会において、「ドイツのための選択肢 (AfD)だけがドイツにある唯一の国民政党である」とヘッケは約1千人の聴衆を前に語った。1899年に「ハンマーと金敷のどちらを欲するのか」と発言したドイツ帝国宰相 ベルンハルト・フォン・ビューローのレトリックを借りて、「羊か狼のどちらかを選ぶとするならば、羊を選ぶ」とヘッケは発言した。「今や、狼の時が来ている。敵対者がドイツのための選択肢 (AfD)による運動を妨害するなら、1千人の愛国者が反対でも阻止するために現れるだろう」とも語った。この語りは、国民社会主義ドイツ労働者党 (NSDAP)の政治路線に関するゲッペルス発言と比較できるようなものであった。ゲッペルスが創刊したベルリンの新聞『デア・アングリフ』の1928年4月30日付け紙面には、「我々は友人、中立者として来ているのではない。ここに敵対者として来ている。狼が羊の群れを襲うように、来ているのだ」という発言が掲載されていた。ジャーナリストのマルク・レーリヒによると、批判され易いナチスの言語からの直接引用をヘッケは意識して避けている。しかしながら、ヘッケは国家主義者として考え方をメタファーにして、ドイツのための選択肢 (AfD)の攻撃的政治路線を押し出している。キフホイザー集会において、居合わせた警官の目の前で、ヘッケの演説を聴く聴衆の一部が興奮してジャーナリストに体当たりした。

### ウクライナ侵攻後における即時停戦要求
ロシアのウクライナ侵攻後、ヘッケは即時の停戦を求めた。地政学的対立の犠牲者になったウクライナに、アメリカとロシアは関与すべきでないと見なした。緩衝地帯を確保するために、ロシアは行動しているのであり、ドイツは自国利益を優先するアメリカから離れて、ロシアを欧州に結びつけるように努力すべきであると語った。
2022年5月初めに、テューリンゲン州プフィフェルバッハで開催されたドイツのための選択肢 (AfD)州支部党大会で、ウクライナ侵攻に関連して、アメリカ政治に最も忠実で、危険な下手人に成り下がり、戦争をあおる政党になったとして、緑の党をヘッケは激しく批判した。ウクライナは自己防衛の権利を持つが、武器を供給する勢力がこの戦争をあおり立て、継続させようとしていると語った。ウクライナ侵攻がエネルギーと食料品価格高騰の原因になっており、エネルギー転換を目指す欧州の破滅的行為、欧州中央銀行の金融政策、新型コロナウイルス対策の結末としての供給網 (サプライチェーン)破壊を問題にした。低価格で便利なロシアの天然ガスにもはや頼れないならば、別なものへの依存を始めることになるとして、欧州連合とドイツの政策を批判した。
同月、ヘッケは各種ソーシャルメディアに、緑の党とキリスト教会を中心としたドイツ平和運動で用いられた標語「武器なしに平和をつくる」（Frieden schaffen ohne Waffen）とそのシンボルマーク「平和の鳩」の画像を貼りつけた。これは、NATOによるウクライナ武器援助を推進するドイツ連邦政府の与党になった緑の党への批判でもあった。

### 和書
- フォルカー・ヴァイス 著、長谷川晴生 訳『ドイツの新右翼』新泉社、2019年。

### 洋書
- Sebastian Hennig (Hrsg.): Nie zweimal in denselben Fluß: Bernd Höcke im Gespräch mit Sebastian Hennig. (Mit Vorwort von Frank Böckelmann.) 2. verbesserte Auflage, Manuscriptum, Berlin 2018, ISBN 978-3-944872-72-8.

### 外国語参考論文
- Alexander Häusler, Rainer Roeser: „Erfurt ist schön deutsch – und schön deutsch soll Erfurt bleiben!“ Das politische Erscheinungsbild der Partei „Alternative für Deutschland“ (AfD) in Thüringen. Friedrich-Ebert-Stiftung, Landesbüro Thüringen, Erfurt 2015, ISBN 978-3-95861-322-5, S. 23–30 (PDF).
- Andreas Kemper: „… die neurotische Phase überwinden, in der wir uns seit siebzig Jahren befinden“. Die Differenz von Konservativismus und Faschismus am Beispiel der „historischen Mission“ Bernd Höckes (AfD). Rosa-Luxemburg-Stiftung Thüringen, Jena 2016 (PDF)
- Jürgen P. Lang: Biographisches Porträt: Bernd Höcke. In: Jahrbuch Extremismus & Demokratie 30, Baden-Baden 2018, ISBN 978-3-8487-5542-4.
- Jobst Paul: Der Niedergang – der Umsturz – das Nichts. Rassistische Demagogie und suizidale Perspektive in Bernd Höckes Schnellrodaer IfS-Rede. In: Helmut Kellershohn, Wolfgang Kastrup (Hrsg.): Kulturkampf von rechts. AfD, Pegida und die Neue Rechte. Unrast, Münster 2016, ISBN 978-3-89771-767-1, S. 122–146.

### 外国語書評
- Robert Habeck: „Halle und Höcke – Rechtsterrorismus in Deutschland“ (Rezension von Höckes „Nie zweimal in denselben Fluss“)